# Single Document Interface

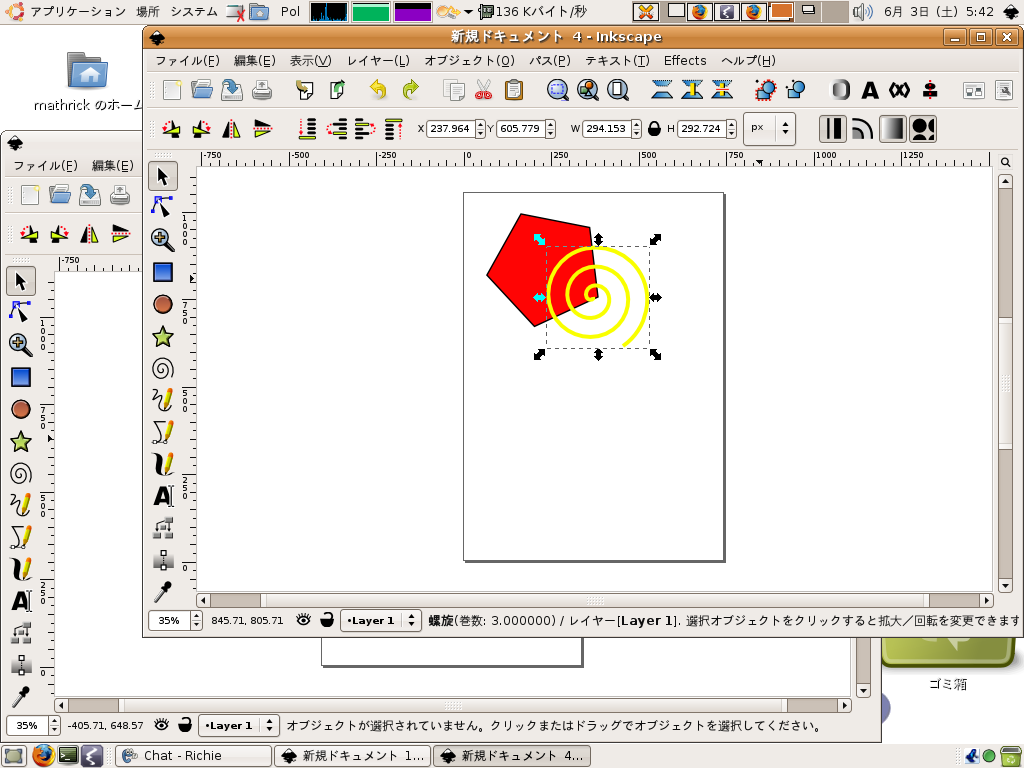
Interfejs programu Inkscape został zaprojektowany zgodnie z metodą SDI. Widoczne są dwa okna z otwartymi dwoma dokumentami. Oba okna są widoczne na pasku zadań menedżera okien.

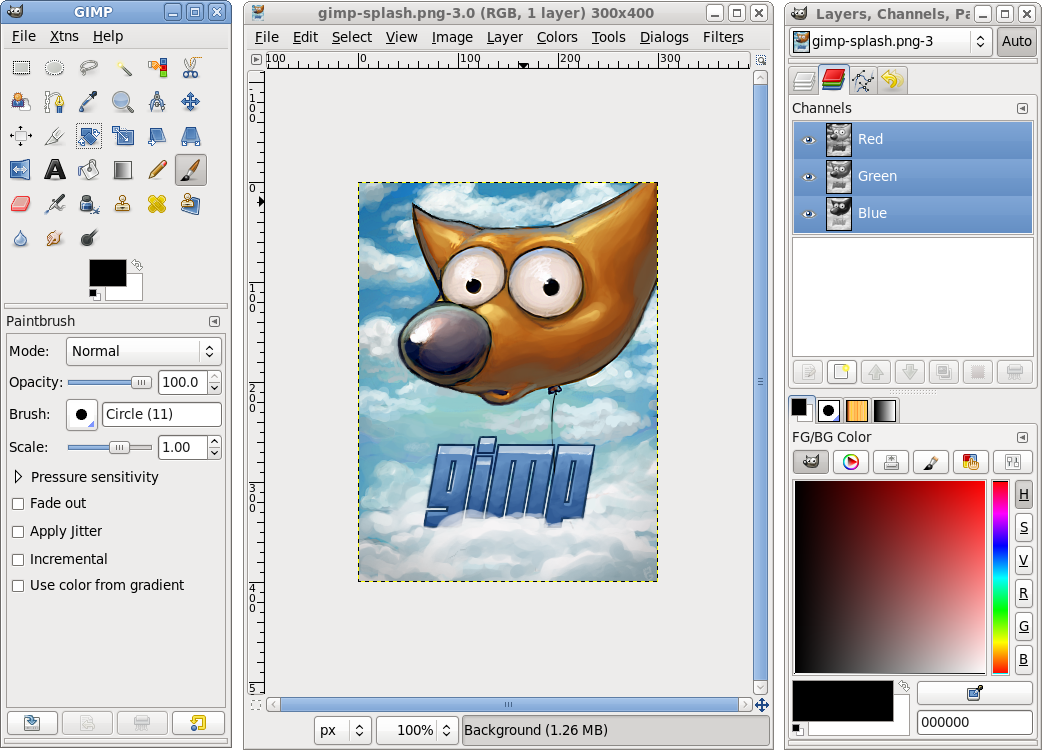
Interfejs programu GIMP przewiduje nie tylko pojedyncze okno dla każdego dokumentu (środkowe), ale też po jednym oknie dla każdego z dostępnych przyborników (po lewej i prawej). Wszystkie te okna są od siebie niezależne, użytkownik może w dowolny sposób zmieniać ich rozmiar, minimalizować i przemieszczać. Od wersji 2.8 programu jest dostępny również tryb jednooknowy, który bazuje na Tabbed document interface (TDI)

Single Document Interface – sposób organizowania graficznego interfejsu użytkownika aplikacji polegający na rozbiciu tego interfejsu na kilka okien, traktowanych przez menedżer okien systemu operacyjnego niezależnie.
W najprostszym przypadku na każdy otwarty dokument przypada jedno okno aplikacji. Jest to sytuacja spotykana w większości aplikacji biurowych. Niektóre aplikacje (m.in. GIMP, Dia) idą dalej i oprócz jednego okna dla każdego otwartego dokumentu funkcjonuje kilka dodatkowych okien z narzędziami do operowania na tych dokumentach.
Alternatywą dla SDI jest Multi Document Interface, w którym jest jedno okno nadrzędne i wiele innych okien w nim zagnieżdżonych.